# Les Russes veulent-ils la guerre ?
 (juillet 2020).
Si vous disposez d'ouvrages ou d'articles de référence ou si vous connaissez des sites web de qualité traitant du thème abordé ici, merci de compléter l'article en donnant les références utiles à sa vérifiabilité et en les liant à la section « Notes et références ».

Les Russes veulent-ils la guerre ? (en russe Хотят ли русские войны? | Hotiat li Rousskie voīny) est une chanson pacifiste soviétique écrite en 1961 par Evgueni Evtouchenko sur une musique d'Édouard Kolmanovski.

## Histoire de la chanson

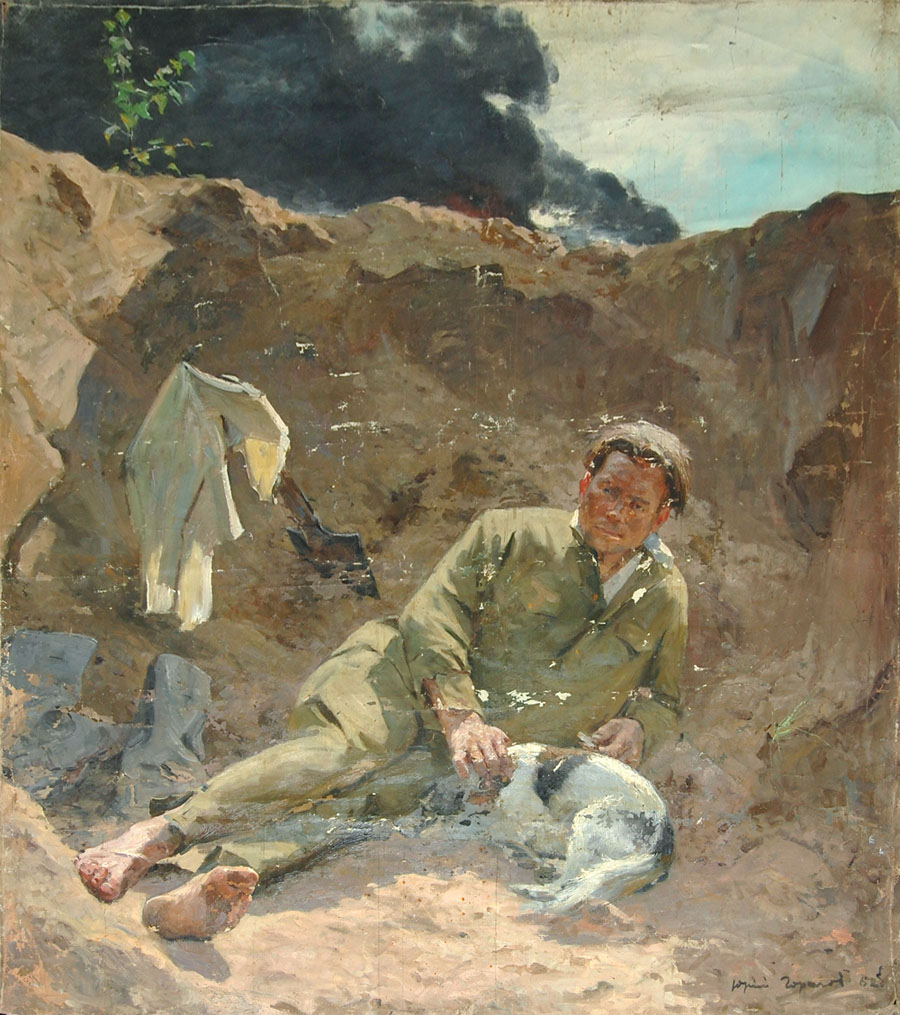
Tableau soviétique Les Russes veulent-ils la guerre ? (1962)

Evgueni Evtouchenko raconte que l'idée du texte lui est venue lors de ses voyages en Europe occidentale et aux États-Unis, alors qu'il discutait avec les habitants des pays traversés. Les paroles de la chanson évoquent en effet les paisibles campagnes de la Russie éternelle, les millions de morts de la Seconde Guerre mondiale, et la rencontre amicale des soldats des armées russes et américaines sur les bords de l'Elbe.
La chanson fut d'abord interprétée par Mark Bernes, avec qui Édouard Kolmanovski avait déjà eu l'occasion de collaborer auparavant. La première fois que Bernes entendit jouer la musique dans le studio d'enregistrement, elle ne lui plut pas, et il persuada Kolmanovski de la réécrire. Bernes interpréta la chanson à la veille du vingt-deuxième congrès du Parti communiste soviétique.
L'année suivante, à Moscou, des délégués du Conseil mondial de la paix reçurent un enregistrement de la chanson Les Russes veulent-ils la guerre ? chantée en français, en anglais, en allemand et en espagnol. La chanson fut aussi chantée au Festival mondial de la jeunesse et des étudiants d'Helsinki, en 1962. Ces deux événements contribuèrent à la populariser de par le monde.
En 1967, les Chœurs de l'Armée rouge inclurent la chanson au programme de leur tournée ouest-européenne. Alors que l'ensemble devait interpréter la chanson au Royal Albert Hall de Londres, les autorités locales demandèrent à ce qu'elle fût retirée de leur programme, celle-ci étant considérée comme de la propagande communiste - ce à quoi le Chœur répondit que la chanson était incluse au programme, et qu'elle y resterait. 
La popularité de la chanson a conduit de nombreux artistes à la reprendre, et ce, en plusieurs langues. Il en existe notamment nombre d'interprétations différentes des Chœurs de l'Armée rouge - mais aussi d'autres chanteurs soviétiques, tels par exemple Muslim Magomayev ou Joseph Kobzon. Les Russes veulent-ils la guerre ? a aussi longtemps été reprise dans les manuels de littérature soviétiques.

## Une chanson pacifiste
Le texte de la chanson dénote clairement son côté résolument pacifiste. Ce pacifisme se retrouve par exemple dans ce vers :
- Oui, nous savons nous battre / Mais nous ne voulons pas d'une nouvelle guerre

La chanson rend aussi hommage à la rencontre des armées soviétiques et américaines sur l'Elbe :
- Ceux qui nous serraient dans leurs bras sur l'Elbe [les Américains] / Nous sommes fidèles à cette mémoire

Le leitmotiv des paroles est de demander à de nombreuses personnes (le silence de la plaine russe, le fils du soldat, le vétéran, les mères russes, la femme du chanteur, le docker, le pêcheur, le travailleur, et enfin les peuples de la Terre), si les Russes veulent la guerre. La réponse sous-entendue par la chanson est négative.